# گمینا وانخوتسک
گمینا وانخوتسک (به لهستانی:  Gmina Wąchock) یک گمینا در لهستان است که در شهرستان ستاراخوویتسه واقع شده‌است. گمینا وانخوتسک ۸۱٫۸۴ کیلومتر مربع مساحت و ۶٬۹۷۲ نفر جمعیت دارد.